# Floresta Nacional de Ibirama
A floresta nacional de Ibirama é uma unidade de conservação federal de uso sustentável brasileira localizada na região do vale do Itajaí, abrangendo os municípios catarinenses, de Ibirama, Apiúna e Ascurra. Objetiva a pesquisa científica, com ênfase nos métodos de uso e exploração sustentável dos recursos florestais nativos.

## Histórico
O horto ou estação florestal de Ibirama foi criado pelo antigo Instituto Nacional do Pinho (INP), com área adquirida, em partes, através de leis estaduais. Sua implantação efetiva ocorreu em 1952. O histórico da área era o de exploração, onde parte da vegetação, composta de espécies de valor comercial, como a canela-preta (Ocotea catharinensis), o cedro (Cedrela fissilis) e outras madeiras de lei, foi beneficiada e transportada para outros locais. No local também havia uma serraria e uma fábrica de óleo de canela-sassafrás (Ocotea odorifera). Com a criação do Instituto Brasileiro de Desenvolvimento Florestal (IBDF), em 1967, o Estado de Santa Catarina doou as terras do Horto Florestal a este.
O horto florestal de Ibirama foi elevado à categoria de floresta nacional em 11 de março de 1988, através do decreto Nº 95.818. A floresta nacional de Ibirama ficou subordinada ao antigo Instituto Brasileiro de Desenvolvimento Florestal (IBDF), responsável na época pelas medidas necessárias para sua efetiva implantação e controle. Com a extinção do IBDF pela Lei Nº 7.732, de 14 de fevereiro de 1989, a floresta foi transferida à Secretaria Especial do Meio Ambiente (SEMA) e, posteriormente, para o Instituto Brasileiro do Meio Ambiente e dos Recursos Naturais Renováveis (IBAMA), de acordo com a Lei Nº 7.735, de 22 de fevereiro de 1989.
Seu conselho consultivo foi criado pela Portaria IBAMA nº 93, de 6 de agosto de 2002. e renovado pela Portaria ICMBio Nº 230 de 26/09/2013. O Plano de Manejo da Floresta Nacional de Ibirama foi aprovado através da Portaria ICMBIO nº 59, de 28 de agosto de 2008. Atualmente o orgão responsável pela gestão da floresta é o Instituto Chico Mendes de Conservação da Biodiversidade (ICMBio).

## Caracterização da área
A floresta nacional, com uma área de 570,58 ha, está inserida numa região cuja vegetação predominante é a da Floresta Ombrófila Densa, pertencente ao bioma da Mata Atlântica, cujas áreas de encosta compõem paisagens de grande beleza cênica. A umidade do ar é elevada.
Apresenta relevo de dissecação montanhosa, situado no limite oriental da cobertura sedimentar da bacia do Paraná e do embasamento cristalino do Leste Catarinense. O relevo da floresta nacional e de seus arredores apresenta uma intensa dissecação de superfícies e formas aguçadas bem visíveis. O relevo é classificado como montanhoso por apresentar uma amplitude de desnível muito elevada e os vales são geralmente encaixados com vertentes muito inclinadas, frequentemente ultrapassando 45o de inclinação.

### Fauna e flora
Na floresta encontra-se uma grande variedade de espécies de árvores, tais como como canelas, perobas, cedros, figueiras e jacatirões, onde bromélias e orquídeas florescem. Pesquisas são conduzidas com espécies ameaçadas de extinção, como o palmito-jussara, as bromélias e canela-preta.
Diversos animais de pequeno porte das matas da região habitam a floresta e podem, eventualmente, ser observados. Entre estes encontram-se cutias, pacas, tamanduás-mirim, tatus, veados, gatos-do-mato, cachorros-do-mato, jaguatiricas, mãos-pelada, lebres e lontras. [carece de fontes?].

### Atividades desenvolvidas
Na Floresta Nacional de Ibirama são desenvolvidas diversas atividades, dentre elas visitação, uso público, educação ambiental, pesquisa científica, manejo florestal, proteção, fiscalização ambiental, recuperação de áreas degradadas e outras. Em local próximo a sede existe uma trilha interpretativa de nível leve e uma área de churrasqueira que se encontra aberta para o público sem prévio agendamento.
A unidade está aberta para visitação de segunda a domingo das 8:00 as 18:00 horas. Visitas de escolas e grupos necessitam ser agendados para melhor atendimento.